# دهستان پیرتاج
دهستان پیرتاج نام دهستانی در بخش چنگ الماس شهرستان بیجار، استان کردستان در ایران است. براساس سرشماری مرکز آمار ایران در سال ۱۳۸۵، جمعیت آن ۶۳۷۹ نفر (۱۲۶۹ خانوار) بوده‌است.